# Cecilienhof
 (mai 2024).
Si vous disposez d'ouvrages ou d'articles de référence ou si vous connaissez des sites web de qualité traitant du thème abordé ici, merci de compléter l'article en donnant les références utiles à sa vérifiabilité et en les liant à la section « Notes et références ».
Le château de Cecilienhof (en allemand : Schloss Cecilienhof) est le dernier château prussien construit sous le règne de la maison de Hohenzollern pour servir de résidence au couple princier, Kronprinz Guillaume de Prusse et son épouse la princesse Cécile de Mecklembourg-Schwerin. Situé à Potsdam à côté de Berlin, près du bord du Jungfernsee, l'ensemble des bâtiments fut édifié entre 1913 et 1917 sur la base des plans de l'architecte Paul Schultze-Naumburg.
Le château est surtout connu pour être le lieu où la conférence de Potsdam s'est tenue du 17 juillet au 2 août 1945. Il fait partie des châteaux et parcs de Potsdam et Berlin inscrits au patrimoine mondial de l'UNESCO.

## Historique
En 1912, l'empereur Guillaume II a fourni des ressources financières pour la réalisation d'une nouvelle résidence à Potsdam. Auparavant, il avait déjà institué plusieurs projets de construction, avant tout pour des motifs d'ordre politique, tels que la reconstruction du château du Haut-Koenigsbourg alsacien et de la forteresse teutonique de Marienbourg, ainsi que l'établissement de l'Académie navale de Mürwik près de la frontière danoise et du château impérial de Poznań en Grande-Pologne. En sa qualité de maître d'ouvrage, le ministère de la maison de Hohenzollern a signé un contrat avec les ateliers de Paul Schultze-Naumburg dont les coûts s'élèvent à 1 498 000 de marks. La pose de la première pierre du nouvel immeuble a eu lieu en mai 1913, en présence du Kronprinz Guillaume.

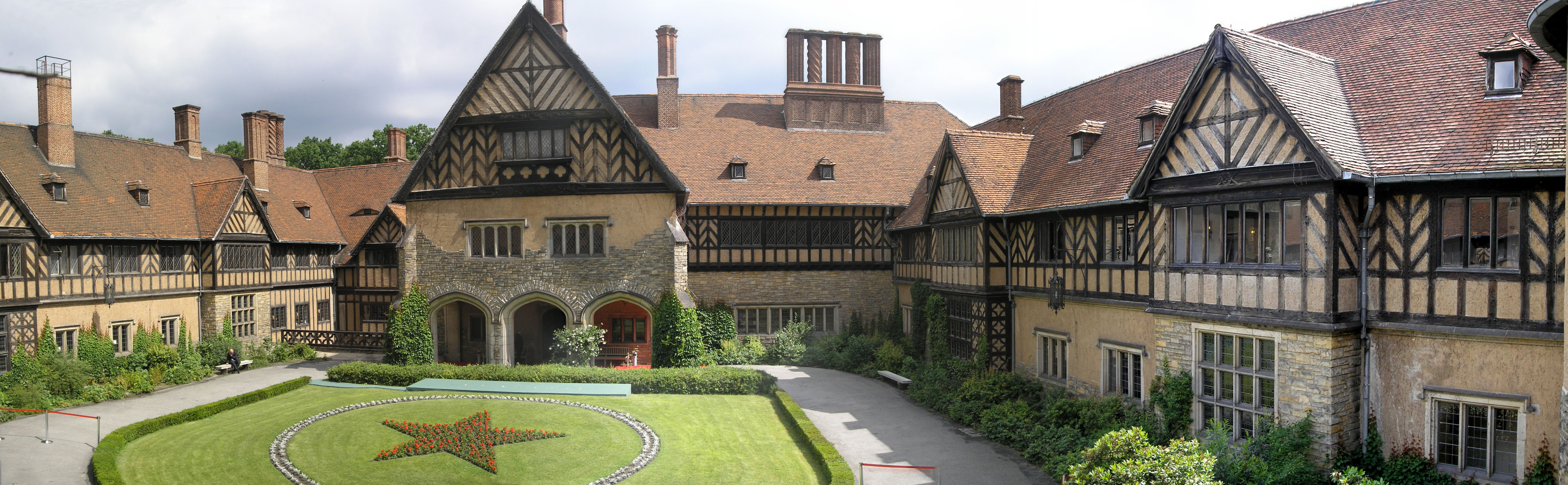
Vue de la cour principale du château avec l'étoile rouge.

Le château a été bâti d'après l'architecture vernaculaire traditionnelle, inspirée du style Tudor. Cette bâtisse de briques et à colombages ressemble à un grand cottage de campagne anglaise. L'ensemble s'articule autour de six cours intérieures et est dominé par cinquante-cinq cheminées toutes différentes. Les travaux furent interrompus à cause du déclenchement de la Première Guerre mondiale et le couple princier ne put y emménager qu'en août 1917. La princesse héritière y mit au monde son sixième enfant, Cécile de Prusse, le 5 septembre 1917
Après la défaite de l'empire allemand et la révolution allemande de 1918-1919, la totalité des biens des Hohenzollern fut confisquée. Le Kronprinz suit son père en exil, mais y revient ensuite de temps à autre jusqu'en 1923, date à laquelle il rentra en l'Allemagne avec l'aide du chancelier Gustav Stresemann. Cependant, la princesse Cécile refuse de suivre son mari (qui s'affiche alors avec des maîtresses, notamment Gladys Marie Deacon) et demeure à Cecilienhof avec ses six enfants. Au terme de longues négociations avec l'État prussien, plusieurs domaines des Hohenzollern ont été officiellement restitués en 1926, y compris le château de Cecilienhof. Séparée de son mari, Cécile s'y livre désormais à sa passion, la musique, et y organise des concerts privés, invitant de nombreux amis chefs d'orchestre et musiciens réputés : Bronislaw Huberman, Wilhelm Kempff, Elly Ney, Wilhelm Furtwängler et le jeune Herbert von Karajan. Elle y demeure jusqu'en février 1945, étant finalement obligée de fuir devant l'avancée de l'Armée rouge.

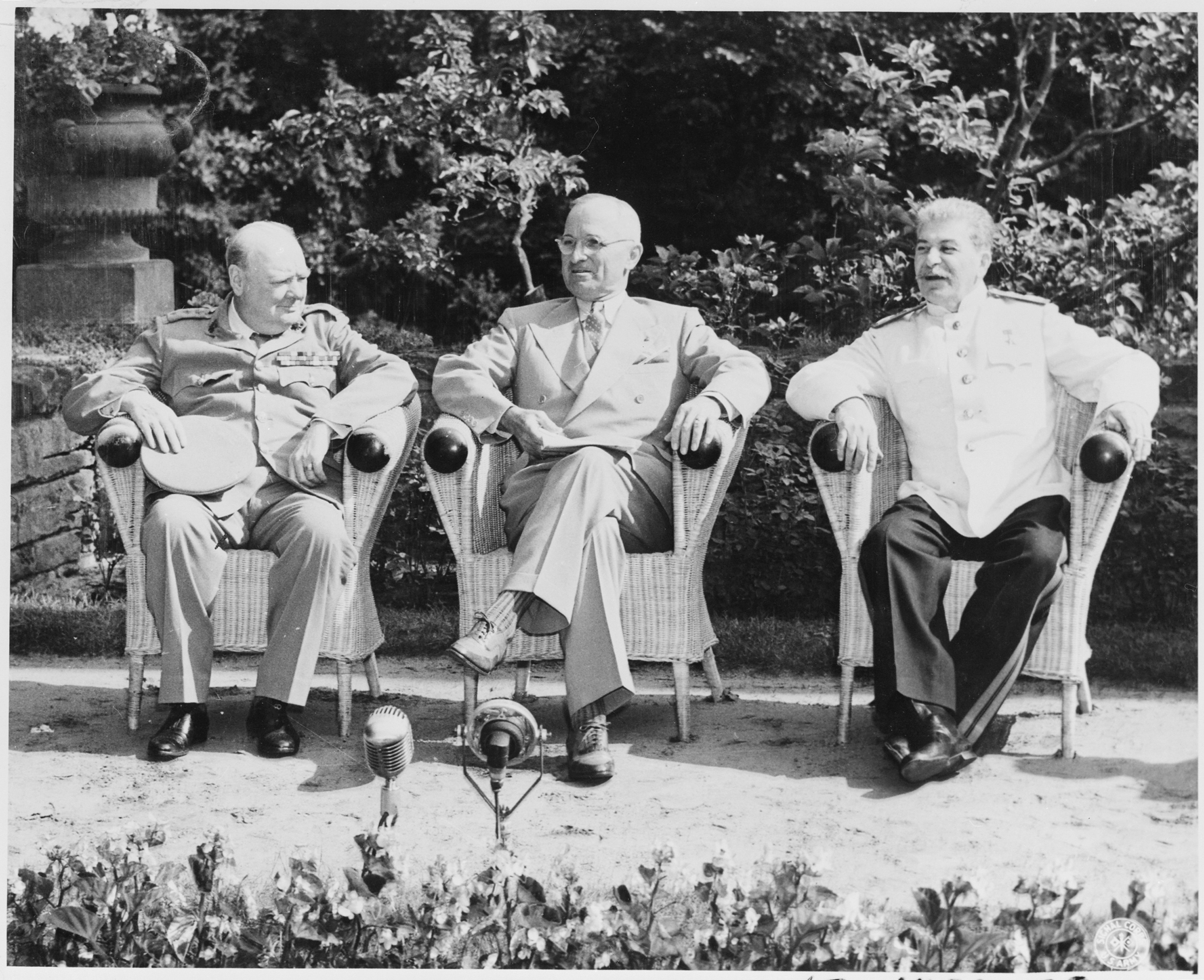
Churchill, Truman et Staline dans le jardin de Cecilienhof, le 25 juillet 1945.

Immédiatement après l'occupation de l'Allemagne, Cecilienhof fut saisi par l'Administration militaire soviétique sans dédommagement. La majeure partie de l'aménagement intérieur conçu par l'architecte Paul Troost a été emportée afin de libérer la place pour la conférence de Potsdam. L'idée initiale était que les trois puissances victorieuses devraient se rencontrer à Berlin, la capitale allemande, mais compte tenu des graves dommages par les bombardements pendant la guerre, le lieu de réunion a été transféré à Potsdam.
Le grand hall de Cecilienhof a été transformé en salle de conférence équipée d'une grande table ronde apportée de Moscou, à laquelle Staline, Harry S. Truman et Churchill (ensuite Clement Attlee) se sont réunis du 17 juillet au 2 août 1945. Le 25 juillet 1945, Truman donna l'ordre des bombardements atomiques d'Hiroshima et de Nagasaki de sa résidence dans le quartier de Potsdam-Babelsberg. Le jour suivant, Churchill et Truman définissent les termes de la capitulation du Japon.
Après la fin de la conférence, le château et ses jardins ont a été ouverts au public pour la première fois. Au début, l'édifice servit de centre de formation pour la Ligue démocratique des femmes d'Allemagne ; en 1960, un hôtel a été ouvert. Après la réunification allemande en 1990, Cecilienhof est placé sous l'administration de la Fondation des châteaux et jardins prussiens de Berlin-Brandebourg. Il a accueilli le G8 des ministres des Affaires étrangères, le 30 mai 2007. Le château est actuellement un musée, la réouverture de l'hôtel est prévue pour les années à venir.

## Source
- (de) Cet article est partiellement ou en totalité issu de l’article de Wikipédia en allemand intitulé « Cecilienhof » (voir la liste des auteurs).